# Dicionario de Bioloxía galego-castelán-inglés
El Dicionario de Bioloxía galego-castelán-inglés es una obra lexicográfica elaborada por el Seminario de Terminoloxía de la Real Academia Galega y coordinada por Jaime Gómez Márquez, catedrático de Bioquímica y antiguo decano de la Facultad de Biología de la Universidad de Santiago de Compostela, Ana María Viñas Díaz, profesora titular de Genética de esa universidad, y Manuel González González, catedrático de Filología Románica de la USC e coordinador científico del Centro Ramón Piñeiro para a Investigación en Humanidades.

## Características
S trata de un texto de referencia que sirve de axuda a los profesores, investigadores y divulgadores científicos para poder expresar correctamente los principales términos de la Biología. Este diccionario trilingüe, publicado en el año 2010, abarca toda la Biología, desde las moléculas hasta los ecosistemas, y en él se encuentran términos relacionados con la Antropología, la Bioquímica, la Biología celular y la molecular, la Botánica, la Ecología, la Fisiología, la Genética, el Medio ambiente, la Microbiología y la Zoología.
Fruto de un trabajo interdisciplinar entre biólogos y filólogos, el diccionario surgió de la idea, en la Facultad de Biología de Santiago de Compostela, impulsada por su decano en esa época, ocho años antes de su publicación, con fin de dieseñar una herramienta útil tanto en la enseñanza coma para la investigación y la divulgación de la Biología.
El Secretario Xeral de Política Lingüística, Anxo Lorenzo dijo, en el acto de presentación de esta obra, que «este diccionario constituye una preza más del mosaico de lenguas de especialidad que tenemos en gallego», incidiendo en la importancia de la difusión social de la terminología.
E este meismo acto, e estudiante de Biología David Villar, co-redactor de la obra, explicó que el volumen presentado viene a llenar un vacío y a resolver una carencia, «siendo la primera semilla que se irá desarrollando a lo largo de los años co la realización de inventarios de las especies en Galicia».
La obra fue una iniciativa de la Facultad de Biología de Santiago con el apoyo de la Consejería de Educación y del Centro Ramón Piñeiro para a Investigación en Humanidades, y fue redactada por David Villar y Luis Vale, mientras que la revisión lingüística fue hecha por Víctor Fresco y María Liliana Martínez.